# Luís Mendes de Elvas
Luís Mendes de Elvas (? — 1674), conselheiro da Fazenda e secretário do rei D. Afonso VI de Portugal, foi recompensado com as rendas de Capitão do donatário e alcaide-mor da ilha Graciosa entre 1666 e 1674. Foi antecedido no cargo por Fernando Coutinho. Não deixou sucessor directo no cargo pelo que se lhe seguiu Pedro Sanches de Farinha.